# Нижній Курп
Нижній Курп (рос. Нижний Курп) — село у Терському районі Кабардино-Балкарії Російської Федерації.
Орган місцевого самоврядування — сільське поселення Нижній Курп. Населення становить 1308 осіб.

## Історія
Згідно із законом від 27 лютого 2005 року органом місцевого самоврядування є сільське поселення Нижній Курп.

## Населення
| 2002  | 2010  | 2012  | 2013  | 2014  | 2015  | 2016  |
| ----- | ----- | ----- | ----- | ----- | ----- | ----- |
| 1350  | ↘1308 | ↘1307 | ↘1303 | ↘1291 | ↗1292 | ↗1294 |
| 2017  | 2018  | 2019  | 2020  |       |       |       |
| ↗1298 | →1298 | ↘1297 | ↘1289 |       |       |       |